# Дуррани

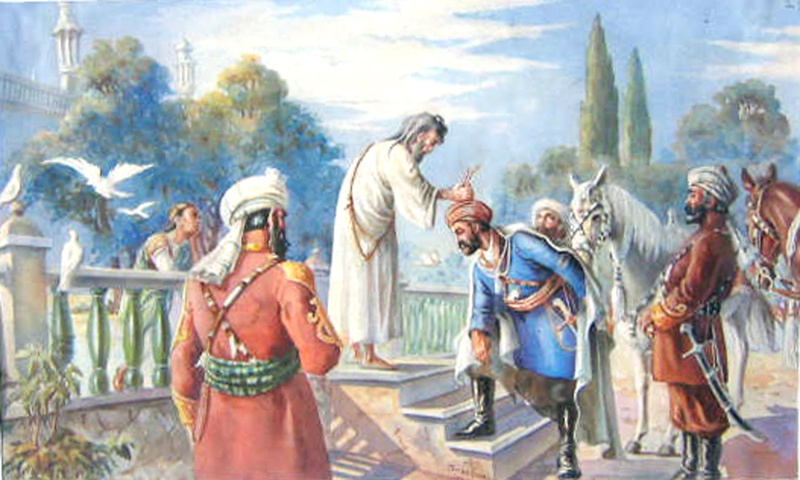
Коронация Ахмад-шаха Дурр-и-Дуррана вождями Абдали в Кандагаре в 1747 году

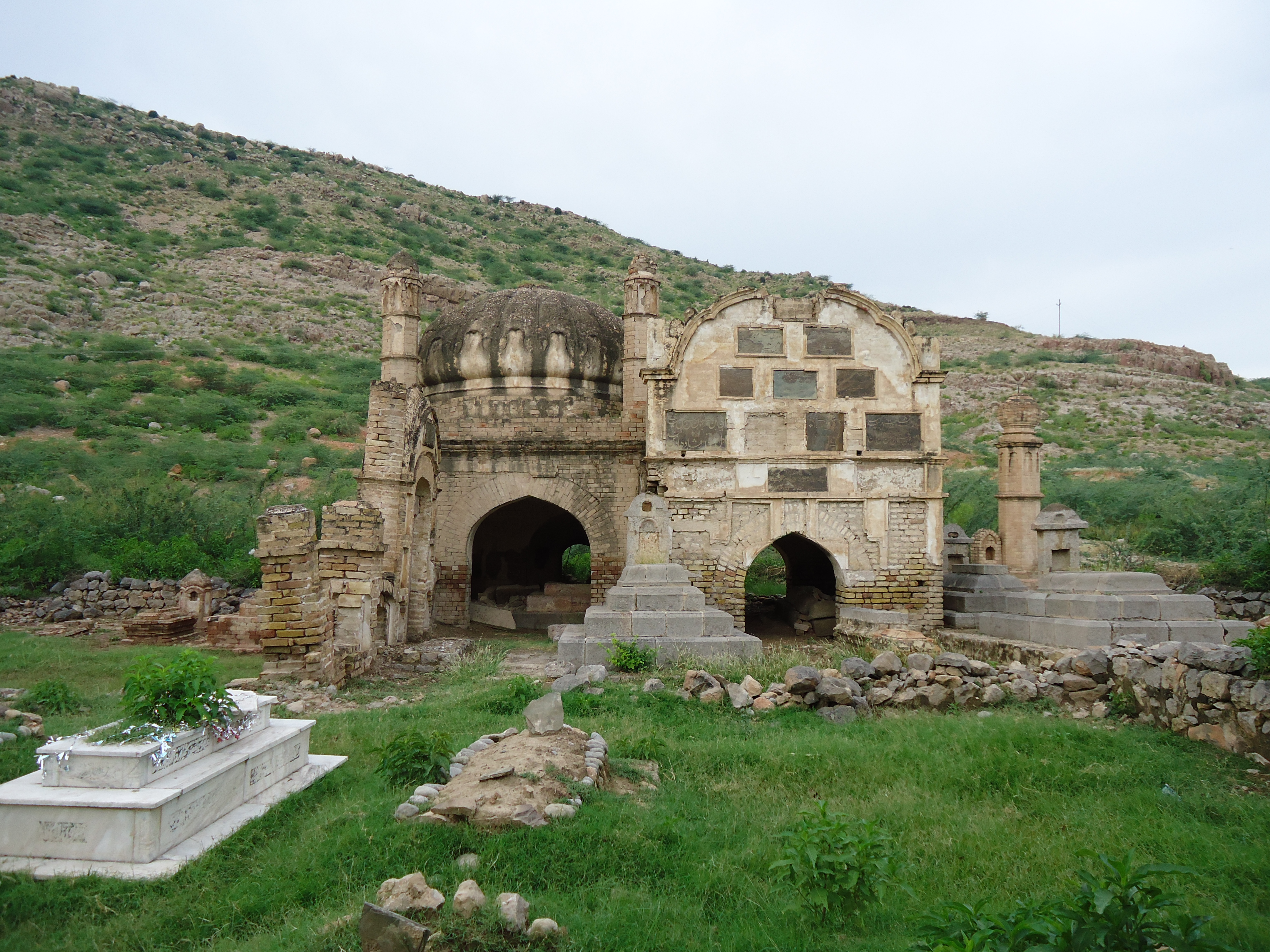
Кладбище принцев и принцесс Дуррани XIX века в Кохате, Хайбер-Пахтунхва, Пакистан

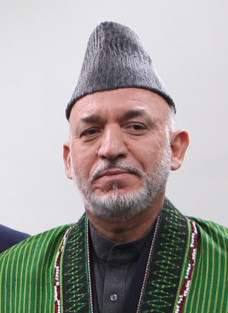
Хамид Карзай, бывший президент Афганистана (2001–2014) и лидер клана Дуррани Попалзай

Дуррани́ (перс. درانی‎) или Абдали́ (перс. ابدالی‎) — крупное пуштунское объединение племён, а также название происходившей из него династии правителей Дурранийской империи.
В прошлом назывались абдали, однако со времён правления создателя Дурранийской империи Ахмад Шаха Дуррани именуются также дуррани. По оценке, в настоящее время дурранийцы составляют около 16 % населения Афганистана, то есть насчитывают в этой стране 5 млн человек. Также в большом количестве населяют Западный Пакистан. Дуррани — двуязычны. Они говорят как на персидском языке (дари), так и на пуштунском (пушту). Среди представителей народа дуррани наибольшее процентное соотношение городских жителей. Они являются также наиболее образованным из народов и племён Афганистана.
Дуррани принадлежат многие выдающиеся деятели в истории Афганистана, в том числе правящие династии в этой стране, чиновники и феодальные властители, также военачальники и торговцы. Диалект пуштунского, на котором говорят дуррани, подвергся влиянию персидского и является «городским» и наиболее чистым говором пуштунов, отличаясь от более грубого диалекта пашто, на котором говорят жители Северного Афганистана и пуштуны Пакистана. По вероисповеданию дуррани — мусульмане, в повседневной жизни они следуют т. н. «кодексу чести» Пуштунвалай.

## История
Дуррани, как и другие пуштуны и соседние с ними народы относятся к иранской языковой группе. Традиционно они рассматриваются как потомки Кайс Абд ар-Рашида. Как народность они происходят из Южного Афганистана, района Сулеймановых гор. С VII и вплоть до XVIII столетия назывались абдали. До принятия ислама исповедовали буддизм, зороастризм.
Название дуррани происходит от персидского титула «Дурр и-Дурран» (Жемчужина жемчужин), который в 1747 году принял объединивший под своей властью всех пуштунов Ахмад Шах Абдали на собрании племён Лойя Джирга. Затем это имя перешло на правящую в державе династию и на пуштунскую конфедерацию племён. Начиная с этого времени королями и эмирами Афганистана являлись только представители племён Дуррани, сперва из рода попалзай (1747—1843), а затем из рода баракзай (1843—1973).
Во время господства в Афганистане движения Талибан, основу которого составляли племена гильзай, отношение дурранийцев к режиму было крайне неоднородным. В настоящее время племенное объединение дуррани является самым влиятельным в Афганистане. К нему принадлежал и президент этой страны в 2004—2014 годах Хамид Карзай (род попалзай).

## Этнография
Союз племён дуррани состоит из двух групп по пяти племён в каждой. Каждое из племён в свою очередь разделяется на множество родов и кланов. Группа зирак расселена в районе Кандагара и включает в себя племена попалзай, аликозай, баракзай и ашекзай. Вторая группа панджпау расположена западнее Кандагара в провинциях Гильменд и Фарах. В неё входят племена нурзай, ализай и эсхакзай.
У представителей племён дуррани самый высокий процент грамотности среди народов Афганистана (около 25 %). Дуррани также поддерживают тесные культурные и экономические связи с живущими по соседству таджиками (фарсиваны).